# Ophiomisidium speciosum
Ophiomisidium speciosum is een slangster uit de familie Ophiuridae.
De wetenschappelijke naam van de soort werd in 1914 gepubliceerd door René Koehler.